# Polymesoda ordinaria
Polymesoda ordinaria is een tweekleppigensoort uit de familie van de Cyrenidae. De wetenschappelijke naam van de soort is voor het eerst geldig gepubliceerd in 1865 door Prime.